# Zăgan
Zăganul (Gypaetus barbatus) este o specie de vultur din familia Accipitridae, subfamilia Gypaetinae, genul Gypaetus. Specia este declarată dispărută din România. În aprilie 2009, vânătorii din Mehedinți au semnalat prezența zăganului sau a vulturului cu barbă în zona Peșterii Topolnița.
În anul 2009, zăganii mai trăiau în Munții Pirinei, Alpi, Caucaz, Pamir, Altai, Insula Creta, Tibet, Himalaya și în câteva locuri din Africa.
Zăganul se mai numește „vulturul cu barbă”, datorită celor doua smocuri de pene aspre care coboară de la baza ciocului. Ultimul zăgan a fost împușcat la pasul Turnu-Roșu în anul 1927.